# Seniga
Seniga  è un comune italiano di 1 441 abitanti della provincia di Brescia in Lombardia.
Il comune di Seniga sorge all'interno del parco regionale Oglio nord.

## Geografia fisica

### Territorio
Parte del territorio comunale è soggetto a tutela ambientale in quanto rientrante nel parco dell'Oglio Nord.

#### Idrografia
Il paese di Seniga sorge a Nord del fiume Oglio. Il territorio è inoltre bagnato da numerose rogge provenienti dai paesi più a nord.
Seniga è il comune della provincia di Brescia ove il Mella confluisce nell'Oglio, terminando il suo corso; precisamente a sud est della frazione Regona, in aperta campagna.

## Storia
Paese di antiche origini, sorge sulla riva bresciana del fiume Oglio che un tempo fungeva da confine tra la Repubblica veneta ed il ducato di Milano.
Anticamente possedeva un castello e l'abitato era ben difeso da delle mura. Il collegamento tra le due sponde dell'Oglio era regolato e possibile tramite un antico porto-traghetto che collegava ne collegava le due sponde fungendo da dogana tra i due stati.
Il paese si può vantare di aver ospitato durante l'estate del 1947, l'allora prete Karol Wojityla che in seguito sarebbe divenuto papa Giovanni Paolo II.
L'interessante situazione venne a crearsi alla fine della seconda guerra mondiale, grazie alla liberazione della Polonia e con la fine della guerra, la circolazione tra stati era ripresa anche se con limitazioni. Nel 1946 a Karol Wojityla venne concesso di recarsi a Roma per partecipare all'esame di licenza di teologia. A seguito della salita al potere di un governo comunista in Polonia, rese impossibile su suo immediato ritorno. Ritrovandosi senza un posto dove andare don Karol Wojityla venne invitato da un suo compagno di seminario don Francesco Vergine originario di Seniga a recarsi a Brescia ed essere ospite presso la sua famiglia.
Grande appassionato di ciclismo don Karol Wojityla, che dagli abitanti di Seniga venne poi italianizzato come don Carlo, partecipò a numerose escursioni ciclistiche lungo la bassa bresciana ed il cremonese.

Nel giugno del 1948, don Wojityla tornò a Roma per conseguire la laurea in teologia.

### Simboli
Lo stemma e il gonfalone del Comune sono stati concessi con Decreto del presidente della Repubblica del 26 giugno 2006.
(D.P.R. 26 giugno 2006)
Il gonfalone è costituito da un drappo di bianco con la bordatura di rosso.

## Monumenti e luoghi d'interesse

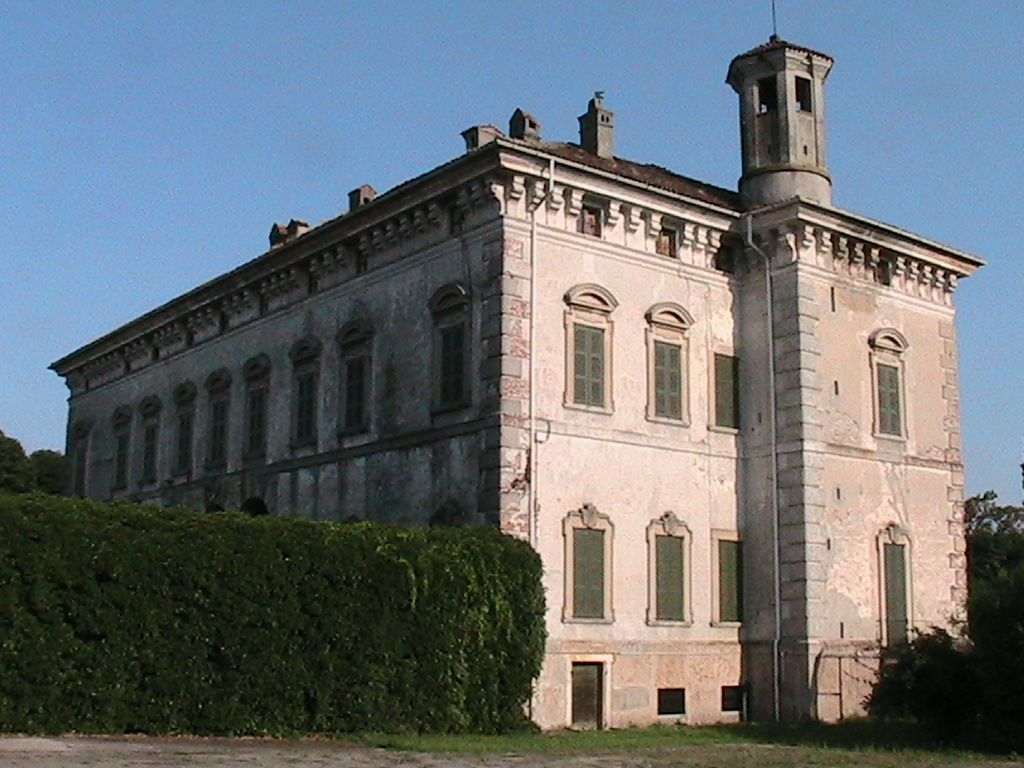
Villa Fenaroli

### Architetture religiose
- Chiesa parrocchiale di San Vitale
- Pieve di Comella

### Architetture civili
- Villa Fenaroli

### Aree naturali
- Parco dell'Oglio Nord

## Società

### Lingua e dialetto
Nel territorio di Seniga, accanto all'italiano, è parlato il dialetto bresciano.

### Evoluzione demografica
Abitanti censiti

### Etnie e minoranze straniere
Al 1º gennaio 2022 la popolazione straniera residente era di 215 persone, pari all'15,1% della popolazione totale. Le nazionalità maggiormente rappresentate in base alla loro percentuale sul totale della popolazione residente sono:
1. India - 70
2. Senegal - 40
3. Romania - 24
4. Marocco - 19
5. Cina - 13

## Geografia antropica

### Frazioni
Nel territorio di Seniga è presente una sola frazione, infatti come si legge nell'articolo 4, comma 1, dello statuto comunale, il territorio riconosce come "realtà abitative" Seniga, sede comunale, e Regona come frazione.

## Amministrazione
| Periodo        | Periodo        | Primo cittadino  | Partito      | Carica  | Note |
| -------------- | -------------- | ---------------- | ------------ | ------- | ---- |
| 24 aprile 1995 | 14 giugno 1999 | Giovanni Gatti   | lista civica | Sindaco |      |
| 14 giugno 1999 | 8 giugno 2009  | Carlo Ambrosini  | lista civica | Sindaco |      |
| 8 giugno 2009  | 27 maggio 2019 | Giuseppe Boldori | lista civica | Sindaco |      |
| 27 maggio 2019 | in carica      | Elena Ferrari    | lista civica | Sindaco |      |